# Dunn, Carolina de Nord
Dunn este un oraș în comitatul Harnett, Carolina de Nord, Statele Unite ale Americii. Populația era de 9.196 de locuitori la recensământul din 2000.
1. ↑   https://www.nctreasurer.com/municipalities Lipsește sau este vid: |title= (ajutor)
2. ↑   http://www.cityofdunn.org/elected-officials.asp, accesat în 21 ianuarie 2025 Lipsește sau este vid: |title= (ajutor)
3. ↑  2010 U.S. Gazetteer Files, accesat în 9 iulie 2020